# Il Giallo Mondadori dal 2101 al 2200
|  | I 100 precedenti: Il Giallo Mondadori dal 2001 al 2100 |

## Dal n.2101 al n.2200
| N.   | Titolo italiano                    | Autore                    | Titolo originale | Pubblicazione     |
| ---- | ---------------------------------- | ------------------------- | --- | ----------------- |
| 2101 | Trentamila dollari per un indizio  | Carole Berry              | Letters of the Law | 7 maggio 1989     |
| 2102 | Picnic all'isola dei morti         | Dick Lochte               | Laughing Dog | 14 maggio 1989    |
| 2103 | Caccia al cruciverba               | Herbert Resnicow          | The Crossword Hunt | 21 maggio 1989    |
| 2104 | Sotto mentite spoglie              | Arthur Lyons              | Fast Fade | 28 maggio 1989    |
| 2105 | Difficile da difendere             | Joe L. Hensley            | Fort's Law | 4 giugno 1989     |
| 2106 | Una vacanza d'inferno              | Gillian Linscott          | A Whiff of Sulphur | 11 giugno 1989    |
| 2107 | Un tuffo nella notte               | William G. Tapply         | The Vulgar Boatman | 18 giugno 1989    |
| 2108 | Delitti imperfetti                 | Gianni Materazzo          | | 25 giugno 1989    |
| 2109 | Il paria di Los Angeles            | Collin Wilcox             | The Pariah | 2 luglio 1989     |
| 2110 | Senza movente                      | Edward Mathis             | Natural Prey | 9 luglio 1989     |
| 2111 | E come esplosione                  | Sue Grafton               | E is for Evidence | 16 luglio 1989    |
| 2112 | Come sabbia tra le dita            | Seichō Matsumoto          | Suna so utsuwa | 23 luglio 1989    |
| 2113 | Un delitto di troppo               | Elizabeth Ferrars         | A Murder Too Many | 30 luglio 1989    |
| 2114 | Incubo e altre storie              | Cornell Woolrich          | Nightmare Death Sits in the Dentist's Chair The Room With Something Wrong | 6 agosto 1989     |
| 2115 | Ninna nanna per l'87º Distretto    | Ed McBain                 | Lullaby | 13 agosto 1989    |
| 2116 | Mistero senza fine                 | Margaret Millar           | Beyond This Point Are Monsters | 20 agosto 1989    |
| 2117 | Testimone nell'ombra               | Joseph Hansen             | Obedience | 27 agosto 1989    |
| 2118 | La città che scotta                | John Douglas              | Shawnee Alley Fire | 3 settembre 1989  |
| 2119 | Wycliffe e la tela del ragno       | W.J. Burley               | Wycliffe and the Tangles Web | 10 settembre 1989 |
| 2120 | Corrida a Los Angeles              | Robert Crais              | The Monkey's Raincoat | 17 settembre 1989 |
| 2121 | La morte non sa leggere            | Ruth Rendell              | A Judgement in Stone | 24 settembre 1989 |
| 2122 | E per premio un delitto            | William L. Deandrea       | Killed in Paradise | 1º ottobre 1989   |
| 2123 | L'ultima estate                    | Timothy Findley           | The Telling of Lies | 8 ottobre 1989    |
| 2124 | La stagione del fuoco              | Wayne D. Dundee           | The Burning Season | 15 ottobre 1989   |
| 2125 | Un'indagine per Dorothy Parker     | George Baxt               | The Dorothy Parker Murder Case | 22 ottobre 1989   |
| 2126 | Natura morta con pistola           | Roger Ormerod             | Still Life with Pistol | 29 ottobre 1989   |
| 2127 | Angoscia senza fine                | G.J. Arnaud               | Une si longue angoisse | 5 novembre 1989   |
| 2128 | Scandalo a Cardington Crescent     | Anne Perry                | Cardington Crescent | 12 novembre 1989  |
| 2129 | Sul filo del rasoio                | Collin Wilcox             | Bernhardt's Edge | 19 novembre 1989  |
| 2130 | La notte giusta per uccidere       | Lillian O'Donnell         | A Good Night to Kill | 26 novembre 1989  |
| 2131 | Alba siberiana                     | Stuart M. Kaminsky        | A Cold Red Sunrise | 3 dicembre 1989   |
| 2132 | Folle intrigo                      | Linda Barnes              | A Trouble of Fools | 10 dicembre 1989  |
| 2133 | Il segreto del bosco               | R.D. Wingfield            | Frost at Christmas | 17 dicembre 1989  |
| 2134 | Troppi delitti, Perry Mason        | Thomas Chastain           | P.M. in the Case of Too Many Murders | 24 dicembre 1989  |
| 2135 | Chi perde un amico...              | Margaret Millar           | The Soft Talkers | 31 dicembre 1989  |
| 2136 | Un vuoto nel cuore                 | William G. Tapply         | A Void in Hearts | 7 gennaio 1990    |
| 2137 | Grido di morte                     | Fredric Brown             | The Far City | 14 gennaio 1990   |
| 2138 | Cuore in gola                      | Barbara Paul              | He Huffed and He Puffed | 21 gennaio 1990   |
| 2139 | Vittima cercasi                    | Howard Engel              | A Victim Must Be Found | 28 gennaio 1990   |
| 2140 | Incubo a Devil's Acre              | Anne Perry                | Death in the Devil's Acre | 4 febbraio 1990   |
| 2141 | Delitto in prestito e altre storie | Cornell Woolrich          | Borrowed Crime The Cape Triangular Detective William Brown Chance | 11 febbraio 1990  |
| 2142 | A come alibi                       | Sue Grafton               | A is for Alibi | 18 febbraio 1990  |
| 2143 | Un bel delitto per mammina         | James Yaffe               | A Nice Murder for Mom | 25 febbraio 1990  |
| 2144 | La paga del delitto                | A.W. Gray                 | Bino | 4 marzo 1990      |
| 2145 | Nozze fatali                       | Dorothy Sucher            | Dead Men Don't Marry | 11 marzo 1990     |
| 2146 | La morte corre sul filo            | Ralph McInerny            | Body and Soul | 18 marzo 1990     |
| 2147 | Morte in facoltà                   | Lia Matera                | Where Lawyers Fear to Tread | 25 marzo 1990     |
| 2148 | Lucida follia                      | Robert Campbell           | Thinning the Turkey Herd | 1º aprile 1990    |
| 2149 | Una preda da uccidere              | Ann Cleeves               | A Prey to Murder | 8 aprile 1990     |
| 2150 | La confessione                     | David Stout               | Carolina Skeletons | 15 aprile 1990    |
| 2151 | Sacro e profano                    | Robert Irvine             | Baptism for the Dead | 22 aprile 1990    |
| 2152 | Sangue sotto la neve               | Jill McGown               | Redemption | 29 aprile 1990    |
| 2153 | L'ultimo grido                     | Lawrence Block            | When the Sacred Ginmill Closes | 6 maggio 1990     |
| 2154 | B come bugiardo                    | Sue Grafton               | B is for Burglar | 13 maggio 1990    |
| 2155 | Le rovine del tempo                | June Thomson              | The Spoils of Time | 20 maggio 1990    |
| 2156 | Morte in diretta                   | Daniel Stashower          | Elephants in the Distance | 27 maggio 1990    |
| 2157 | Una tragedia familiare             | Elizabeth Ferrars         | Trial By Fury | 3 giugno 1990     |
| 2158 | Volo d'angelo                      | Jeremiah Healy            | Swan Dive | 10 giugno 1990    |
| 2159 | Gelida è la notte                  | Dorothy Simpson           | Dead By Morning | 17 giugno 1990    |
| 2160 | Torbidi segreti                    | William G. Tapply         | Dead Winter | 24 giugno 1990    |
| 2161 | Mors tua                           | Danila Comastri Montanari | | 1º luglio 1990    |
| 2162 | I capricci del guerriero           | Stuart M. Kaminsky        | Buried Caesars | 8 luglio 1990     |
| 2163 | Il serpente tatuato                | Linda Barnes              | The Snake Tattoo | 15 luglio 1990    |
| 2164 | Amiche per la pelle                | Peter Lovesey             | On the Edge | 22 luglio 1990    |
| 2165 | L'altra parte della città          | Ed McBain                 | Another Part of the City | 29 luglio 1990    |
| 2166 | Marijuana e altre storie           | Cornell Woolrich          | Marihuana Murder-Story After-Dinner Story An Apple a Day The Night Reveals | 5 agosto 1990     |
| 2167 | Verdetto                           | Agatha Christie           | Verdict | 12 agosto 1990    |
| 2168 | Miss Lizzie                        | Walter Satterthwait       | Miss Lizzie | 19 agosto 1990    |
| 2169 | Frigor mortis                      | Ralph McInerny            | Frigor mortis | 26 agosto 1990    |
| 2170 | C come cadavere                    | Sue Grafton               | C is for Corpse | 2 settembre 1990  |
| 2171 | Diritti di sangue                  | Mike Phillips             | Blood Rights | 9 settembre 1990  |
| 2172 | Pioggia rossa                      | Stuart M. Kaminsky        | A Fine Red Rain | 16 settembre 1990 |
| 2173 | Questione di metodo                | Colin Dexter              | The Wench is Dead | 23 settembre 1990 |
| 2174 | Tragedia a Bluegate Fields         | Anne Perry                | Bluegate Fields | 30 settembre 1990 |
| 2175 | Dipartimento casi bizzarri         | Carter Dickson            | The New Invisible Man The Footprint in the Sky The Crime in Nobody's Room Hot Money Death in the Dressing-Room The Silver Curtain Error at Daybreak William Wilson's Racket The Empty Flat | 7 ottobre 1990    |
| 2176 | La trappola della pietà            | James E. Martin           | The Mercy Trap | 14 ottobre 1990   |
| 2177 | Il fuoco della volpe               | James Melville            | A Haiku for Hanae | 21 ottobre 1990   |
| 2178 | Il gatto e il topo                 | Christianna Brand         | Cat and Mouse | 28 ottobre 1990   |
| 2179 | Una città contro                   | Ed McBain                 | Downtown | 4 novembre 1990   |
| 2180 | Morte di una ragazza perbene       | Hillary Waugh             | A Death in a Town | 11 novembre 1990  |
| 2181 | Distrazione fatale                 | Barbara Paul              | Good King Sauerkraud | 18 novembre 1990  |
| 2182 | Una vampata di furore              | Joseph Hayes              | Act of Rage | 25 novembre 1990  |
| 2183 | La morte danza con me              | Cornell Woolrich          | Death is My Dancing Partner | 2 dicembre 1990   |
| 2184 | Delitto da copione                 | Henry Slesar              | Murder at Heartbreak Hospital | 9 dicembre 1990   |
| 2185 | Mammina e il suo creatore          | James Yaffe               | Mom Meets Her Maker | 16 dicembre 1990  |
| 2186 | Vendetta                           | Michael Dibdin            | Vendetta | 23 dicembre 1990  |
| 2187 | Fotofinish per Bertie              | Peter Lovesey             | Bertie and the Tinman: from the Detective Memoires of King Edward VII | 30 dicembre 1990  |
| 2188 | Cattivi presagi                    | William G. Tapply         | Client Privilege | 6 gennaio 1991    |
| 2189 | Partita mortale                    | A.W. Gray                 | Size | 13 gennaio 1991   |
| 2190 | Silenzio in Hanover Close          | Anne Perry                | Silence in Hanover Close | 20 gennaio 1991   |
| 2191 | Caccia al testimone                | Jay Brandon               | Tripwire | 27 gennaio 1991   |
| 2192 | Il gatto che leggeva alla rovescia | Lilian Jackson Braun      | The Cat Who Could Read Backwards | 3 febbraio 1991   |
| 2193 | Il nemico sconosciuto              | Bill Pronzini             | Shackles | 10 febbraio 1991  |
| 2194 | Uno sporco imbroglio               | Loren D. Estleman         | Peeper | 17 febbraio 1991  |
| 2195 | A colpi di martello                | Elizabeth Ferrars         | Woman Slaughter | 24 febbraio 1991  |
| 2196 | Ladri di tempo                     | Tony Hillerman            | A Thief of Time | 3 marzo 1991      |
| 2197 | Ballo di morte                     | Jill McGown               | Death of a Dancer | 10 marzo 1991     |
| 2198 | L'uomo che camminava come un orso  | Stuart M. Kaminsky        | The Man Who Walked Like a Bear | 17 marzo 1991     |
| 2199 | Tre bustine di tè                  | Roger Ormerod             | Death of an Innocent | 24 marzo 1991     |
| 2200 | A caccia di un angelo              | Robert Crais              | Stalking the Angel | 31 marzo 1991     |

|  | I 100 successivi: Il Giallo Mondadori dal 2201 al 2300 |